# جفال (الفلاحية)
جفال (بالفارسية: جفال) هي منطقة سكنية تقع في إيران في قسم جفال الريفي. يقدر عدد سكانها بـ 808 نسمة بحسب إحصاء 2016.